# Adélia Prado
Adélia Luzia Prado de Freitas, meglio conosciuta come Adélia Prado (Divinópolis, 13 dicembre 1935), è una poetessa, docente e filosofa brasiliana che si rifà al modernismo. Una delle caratteristiche del suo stile è il fatto di parlare del quotidiano con perplessità e incanto, guidato dalla fede cristiana. Nel 1976, invia il manoscritto di Bagagem ad Affonso Romano de Sant'Anna, colonnista di critica letteraria per Jornal do Brasil, il quale rimanendo colpito li invia a Carlos Drummond de Andrade, che spinge la pubblicazione del libro dall'Editora Imago. Da docente insegna per 24 anni, fino a quando si dedica interamente alla scrittura. Una moglie, una madre e una donna di casa, Adélia, grazie al suo ingresso nella letteratura brasiliana, fa sì che la figura della donna acquisti valore come essere pensante.

## Biografia
Adélia Luzia Prado Freitas nasce a Divinópolis, nello stato di Minas Gerais, il 13 dicembre 1935, figlia del macchinista João do Prado Filho e di Ana Clotilde Corrêa. Conduce una vita tranquilla in quella cittadina e comincia i suoi studi nel Grupo Escolar Padre Matias Lobato. Nel 1950 muore sua madre e Adélia incomincia a scrivere i suoi primi versi. Conclude gli studi classici superiori al Ginásio Nossa Senhora do Sagrado Coração. L'anno dopo inizia il corso di Magistero alla Escola Normal Mário Casassanta che conclude nel 1953. Inizia ad insegnare al Ginásio Estadual Luiz de Mello Viana Sobrinhoal nel 1955. Nel 1958 si sposa a Divinópolis, con José Assunção de Freitas, funzionario del Banco do Brasil S.A. da cui ha cinque figli: Eugênio (nato nel 1959), Rubem (1961), Sarah (1962), Jordano (1963) e Ana Beatriz (1966). Prima della nascita dell'ultima figlia, entrambi iniziano il corso di Filosofia della Facoltà di Filosofia, Scienze e Lettere di Divinópolis. Nel 1972, muore suo padre e nel 1973 si laurea in filosofia. In questa occasione invia i manoscritti dei suoi nuovi poemi al poeta e critico letterario Alfonso Romano de Sant'Anna, che li mostra a Carlos Drummond de Andrade. Nel 1975, Dummond suggerisce a Pedro Paulo de Sena Madureira della casa editrice Imago di pubblicare il libro di Adélia, ritenuto "fenomenale". Il 9 ottobre Drummond pubblica una cronaca sul Jornal do Brasil che porta l'attenzione sul lavoro inedito della scrittrice. Il libro viene lanciato a Rio nel 1976, con la presenza di Antônio Houaiss, Raquel Jardim, Carlos Drummond de Andrade, Clarice Lispector, Juscelino Kubitschek, Affonso Romano de Sant'Anna, Nélida Piñon, Alphonsus de Guimaraens Filho e altri. Il 1978 segna il lancio di O coração disparado, premiato alla Câmara Brasileira do Livro, con il Premio Jabuti. L'anno dopo fa successo con la prosa Soltem os cachorros.Dopo 24 anni di carriera deve abbandonare l'insegnamento a causa del successo come scrittrice. Durante quel periodo ha insegnato all'Istituto Nossa Senhora do Sagrado Coração, alla Facoltà di Filosofia, Scienze e Lettere di Divinópolis, alla Fundação Geraldo Corrêa — Hospital São João de Deus, alla Escola Estadual são Vicente e alla Escola Estadual Matias Cyprien, insegnando religione ed educazione morale e civica, filosofia dell'educazione, relazioni umane e introduzione alla filosofia.
Nel 1980, dirige il gruppo teatrale amatoriale Cara e Coragem nella realizzazione di O Auto da Compadecida, di Ariano Suassuna. L'anno dopo, di nuovo sotto la sua direzione il gruppo mette in scena Invasão, di Dias Gomes. Lucy Ann Carter presenta, al Departament of Comparative Literature, della Princeton University, il primo di una serie di studi universitari sull'opera di Adélia Prado.
Nel 1981 lancia Terra de Santa Cruz. Dal 1983 al 1988 è stata a capo della Divisione culturale della Segreteria municipale per l'educazione e la cultura di Divinópolis, su invito del sindaco Aristides Salgado dos Santos. Pubblica nel 1984 "Os componentes da banda". Nel 1985, partecipa ad un programma di scambio culturale in Portogallo tra autori brasiliani e portoghesi, e a L'Avana, Cuba, al II Encontro de Intelectuais pela Soberania dos Povos de Nossa América.
Fernanda Montenegro si esibisce, al Delfim Theater - Rio de Janeiro, nel 1987, alla prima dello spettacolo Dona Doida: un intermezzo, basato su testi tratti dai libri dell'autrice. Il montaggio, sotto la direzione di Naum Alves de Souza, ha un grande successo e viene presentato in diversi stati brasiliani e anche negli Stati Uniti, in Italia e in Portogallo. A Berlino, in Germania, partecipa alla Línea Colorada, un incontro tra scrittori latinoamericani e tedeschi. Nel 1993, torna al Dipartimento municipale per l'educazione e la cultura di Divinópolis, unendosi al gruppo di orientamento pedagogico per la gestione della segretaria Teresinha Costa Rabelo. Nel 1994, dopo anni di silenzio poetico, Adélia Prado riappare con il libro "O homem da mão seca". L'autrice racconta di aver iniziato il libro nel 1987 e che dopo aver concluso il primo capitolo, viene colpita da una crisi depressiva che la blocca per molto tempo. Dice di vedere l' "aridità come un'esperienza necessaria" e che "questo periodo nel deserto" le ha fatto bene. Durante questo tempo dice di essere anche stata da uno psichiatra. Esordisce nel 1996 al Teatro Sesi Minas di Belo Horizonte, con l'opera teatrale Duas horas da tarde no Brasil, un testo adattato dall'opera dell'autrice da Kalluh Araújo e dalla figlia di Adélia, Ana Beatriz Prado.
Vengono pubblicati anche Manuscritos de Felipa e Oráculos de maio. Partecipa, a maggio, alla serie "O escritor por ele mesmo" all'ISM-San Paolo. A Belo Horizonte viene presentato, sotto la direzione di Rui Moreira, O sempre amor, uno spettacolo di danza di Teresa Ricco basato su delle poesie della scrittrice.
Adelia dice spesso che la vita di tutti i giorni è la reale condizione della letteratura. Vivendo nella piccola Divinópolis, una città di circa 200.000 abitanti, sono ricorrenti, nella sua prosa e poesia, temi della vita provinciale, la ragazza che riordina la cucina, i vicini, le persone del posto.

## Cronologia
- 1950: scrive i primi versi dopo la morte della madre.
- 1951: inizia il corso di Magistero presso la Escola Normal Mário Casassanta.
- 1953: conclude il Magistero
- 1955: inizia a insegnare al Ginásio Estadual Luiz de Mello Viana Sobrinho.
- 1958: sposa José Assunção de Freitas.
- 1959: nasce il primo figlio, Eugênio
- 1961: nasce il figlio Rubem
- 1962: nasce la figlia Sarah
- 1963: nasce il figlio Jordan
- 1966: nasce la figlia Ana Beatriz
- 1972: il padre muore
- 1973: si laurea in filosofia alla Faculdade de Filosofia, Ciências e Letras de Divinópolis e nello stesso anno alcune sue poesie vengono lette da Carlos Drummond de Andrade
- 1975: pubblica il primo libro Bagagem, dopo essere stata presentata da Drummond alla casa editrice Imago. Drummond pubblica quindi una cronaca in Jornal do Brasil che evidenzia il lavoro ancora inedito di Adélia.
- 1976: lancia Bagagema Rio de Janeiro, con la partecipazione di Juscelino Kubitschek, Carlos Drummond de Andrade, Clarice Lispector, Affonso Romano de Sant'Anna, Nélida Piñon e altri.
- 1978: lancia O Coração Disparado, con il quale riceve il premio Jabuti dalla Câmara Brasileira do Livro.
- 1979: lancia la prima prosa, Soltem os Cachorros
- 1980: dirige Auto da compadecida di Ariano Suassuna, interpretata dal gruppo teatrale amatoriale Cara e Couragem.
- 1981: pubblica Cacos para um Vitrale Terra de Santa Cruz. Nello stesso anno, nel Dipartimento di Letteratura comparata dell'Università di Princeton, Stati Uniti,viene presentato il primo di una serie di studi sull'opera.
- 1983- 1988: è a capo della Divisão Cultural da Secretaria Municipal de Educação e da Cultura della sua città natale.
- 1984: pubblica Os Componentes da Banda
- 1985: partecipa a un programma di scambio culturale tra autori brasiliani e portoghesi, in Portogallo, e al II Encontro de Intelectuais pela Soberania dos Povos de Nossa América, a Cuba.
- 1987: viene messo in scena da Fernanda Montenegro Dona Doida: um Interlúdio, basato sui testi dell'autrice, al Teatro Delfim di Rio de Janeiro.
- 1988: pubblica A Faca no Peitoe partecipa alla Semana Brasileira de Poesia a New York
- 1991: pubblica Poesia Reunida
- 1994: pubblica O Homem da Mão Seca
- 1996: debutto dell'opera teatrale Two Hours of Afternoon in Brasile, adattata dal lavoro dell'autore di figlia Ana Beatriz Prado e Kalluh Araújo, al Teatro Sesi Minas di Belo Horizonte
- 1999: pubblica i manoscritti di Oracolie Felipa Dimaggio
- 2000: ha luogo la première del monologo Dona da Casa, adattamento di José Rubens Siqueira per Manuscritos de Felipa
- 2005: pubblica Quero Minha Mãe
- 2006: muore il fratello, padre Antonio do Prado, OFM
- 2010: lancia A duração do dia
- 2011: lancia Carmela Vai á Escola
- 2014: viene decorata dal governo brasiliano con l'Ordine al merito culturale.

## Silenzio poetico
La letteratura brasiliana, oltre ad essere fortemente segnata dalla presenza di Adélia Prado, è segnata anche da un periodo di silenzio poetico in cui la scrittrice "ha messo a tacere la sua pietà". Dopo O Homem da Mão Seca del 1994, Adelia ha trascorso cinque anni senza pubblicare nulla, una fase successivamente spiegata da lei stessa come "un periodo di desolazione. Sono stati psichici che si hanno, portando il blocco, l'aridità, il deserto ". Oráculos de Maio, una raccolta di poesie e Manuscritos de Felipa, una prosa breve, segnano il ritorno o la rottura del silenzio. Rubem Alves si riferisce a questi silenzi in La festa di Babette. L'autrice influenza alcuni scrittori come il brasiliano Rubem Alves e il mozambicano Mia Couto.

## Opere
Poesia
- Bagagem, Imago, 1975

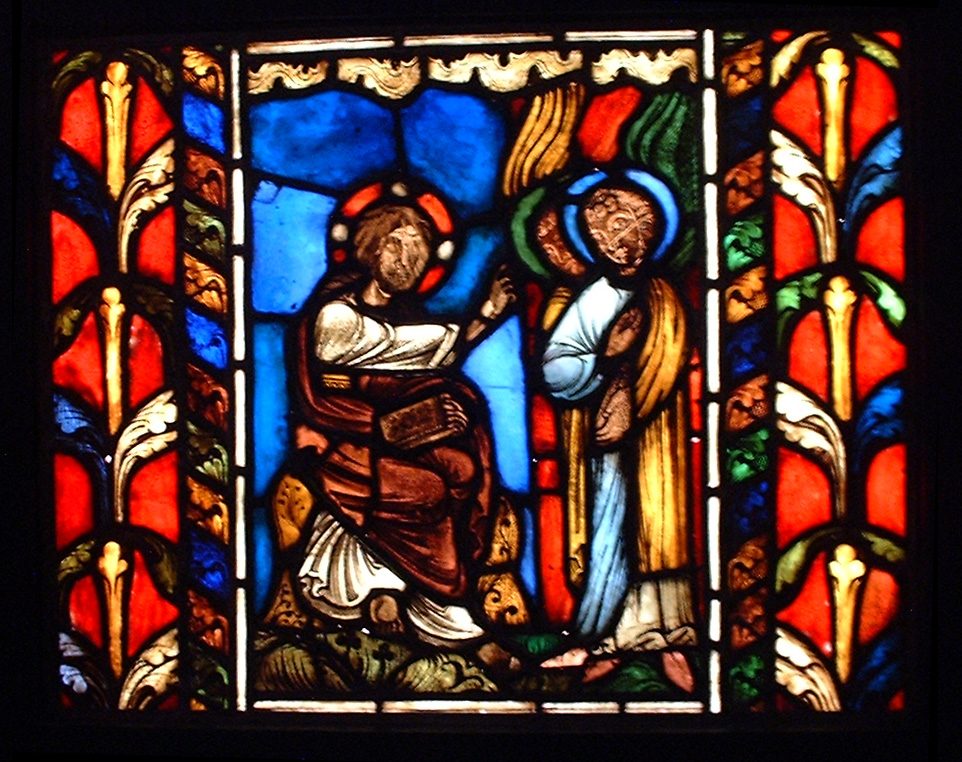
Nel libro Cacos para um Vitral, Adélia Prado usa la metafora del vetro colorato per spiegare il rapporto tra vita e Dio.

- O Coração Disparado, Nova Fronteira, 1978
- Terra de Santa Cruz, Nova Fronteira, 1981
- O Pelicano, Rio de Janeiro, 1987
- A Faca no Peito, Rocco, 1988
- Oráculos de Maio, Siciliano, 1999
- Louvação para uma Cor
- A duração do dia, Record, 2010
- Miserere, Record, 2013

Prosa
- Solte os Cachorros, racconti, Nova Fronteira, 1979
- Cacos para um Vitral, Nova Fronteira, 1980
- Os Componentes da Banda, Nova Fronteira, 1987
- O Homem da Mão Seca, Siciliano, 1990
- Manuscritos de Filipa, Siciliano, 1994
- Quero minha mãe- Record, 2000
- Quando eu era pequena, 2009
- Filandras, Record, 2018

Antologia
- Mulheres & Mulheres, Nova Fronteira, 1978
- Palavra de Mulher, Fontana, 1979
- Contos Mineiros, Ática, 1984
- Poesia Reunida, Siciliano, 1991 (Bagagem, O Coração Disparado, Terra de Santa Cruz, O Pelicanoe A Faca no Peito).
- Antologia da Poesia Brasileira, Embaixada do Brasil em Pequim, 1994.
- Prosa Reunida, Siciliano, 1999

Balletto
- A Imagem Refletida- Balleto del Teatro Castro Alves - Salvador, Bahia. Direttore artistico Antônio Carlos Cardoso. Poesia scritta appositamente per l'omonima composizione di Gil Jardim.
- Cacos Para a Vitral- Rose Ballet Escola de Dança - Divinópolis, MG - Direttori artistici Mírian Lopes e Yan Lopes. Spettacolo basato su alcune poesie della scrittrice.

Collaborazioni
- A Lapinha de Jesus (in collaborazione con Lázaro Barreto), Vozes, 1969
- Caminhos de Solidariedade (in collaborazione con Lya Luft, Marcos Mendonça e altri), People, 2001.

### Opere tradotte
Inglese
- Adélia Prado: Thirteen Poems, Traduzione di Ellen Watson, Contributo di The American Poetry Review, gennaio/febbraio 1984.
- The Headlong Heart (Poesias de Terra de Santa Cruz, O coração Disparado e Bagagem), Traduzione di Ellen Watson, New York, 1988, Livingston University Press.
- The Alphabet in the Park (L'alfabeto nel parco), Traduzione di Ellen Watson, Middletown, CT USA, Wesleyan University Press, 1990.
- Ex-Voto (Ex-Voto), Traduzione di Ellen Doré Watson, North Adams, MA, USA, Tupelo Press, 2013.

Spagnolo
- El Corazón Disparado, Traduzione di Cláudia Schwartz e Fernando Noy, Buenos Aires, Leviatan, 1994.
- Bagagem, Traduzione di José Francisco Navarro Huamán, México, Universidade Ibero-Americana.

### Partecipazioni ad antologie
- Assis Brasil (org.), A Poesia Mineira no Século XX, Imago, 1998.
- Hortas, Maria de Lurdes (org.).Palavra de Mulher, Fontoura, 1989
- Sem Enfeite Nenhum in Adélia Prado et al, Contos Mineiros. Ática, 1984.